# Sarcophaga peshelicis
Sarcophaga peshelicis är en tvåvingeart som beskrevs av Senior-white 1930. Sarcophaga peshelicis ingår i släktet Sarcophaga och familjen köttflugor. Inga underarter finns listade i Catalogue of Life.